# Roberto Zavalloni
Roberto Zavalloni (25 de mayo de 1920, en Cervia, Emilia-Romaña - 15 de octubre de 2008, en Bolonia, Emilia-Romaña) fue un sacerdote franciscano que trabajo como psicólogo, pedagogo y profesor universitario italiano, especialista en psicopedagogía. Su producción literaria comprende 36 libros autónomos, otros 29 en colaboración, y más de 200 artículos, mientras trabajaba en la Pontificia Universidad Lateranense, la Pontificia Universidad Antonianum y la Universidad de Roma La Sapienza.

## Biografía
Hizo la profesión temporal el 17 de agosto de 1936 en la provincia franciscana de Bolonia, y recibió la ordenación sacerdotal el 19 de junio de 1943. De 1945 a 1948 estudió filosofía en el Pontificio Ateneo Antonianum de Roma y a la vez, de 1946 a 1948, cursó el bienio de estudios sociales en la Universidad Lateranense. Completó sus estudios filosóficos en la Universidad Católica de Lovaina, en la que obtuvo, en 1952, la licenciatura en pedagogía aplicada. Al año siguiente, contando con una bolsa de estudios, se especializó en psicología clínica y psicología educativa en universidades de Estados Unidos; en 1962 conseguiría una segunda bolsa de estudios para hacer trabajos de investigación en universidades de California y Canadá.
Más tarde, empezaría a trabajar como asistente del sacerdote Gemelli en el Instituto de Psicología de la Universidad Católica del Sagrado Corazón en Milán entre 1954 y 1958. En 1959, después de la muerte de Gemelli, comenzó a trabajar como consultor en la Congregación para las Causas de los Santos. También en 1959 lo llamaron a ejercer la docencia en psicología en la universidad "La Sapienza" de Roma, en la que luego desempeñó altos cargos en el ámbito de su especialidad. Desde 1952 enseñó psicología experimental en el Antonianum, del que fue rector magnífico de 1969 a 1975. Desde el curso 1958-59 se encargó de la enseñanza de la psicología pastoral en la Universidad Lateranense. Por otra parte, fue miembro efectivo de diversas asociaciones científicas, educativas y filantrópicas. En 1960 recibió el nombramiento de consultor para la preparación del Concilio Vaticano II, y participó como experto en los trabajos de la Congregación para la Educación Católica hasta los años noventa. También colaboró activamente con la Congregación para los Religiosos como experto en problemas psicológicos. Las aportaciones del padre Zavalloni a la psicopedagogía han sido importantes no sólo para la Iglesia sino también para la sociedad civil, especialmente en Italia, como han reconocido sus autoridades. En 1996 dejó Roma y volvió a su provincia, donde aún trabajó profundizando y sintetizando sus estudios y publicando libros. Murió en Bolonia el 15 de octubre de 2008.

## Obras y publicaciones
- Percezione ed Esperienza, 1958, 16 páginas.
- Struttura e validità dello Psicodiagnostico Miocinetico, SEI, 1959, 21 páginas.
- Padre Gemelli, educatore sociale, Vita e Pensiero, 1960, 169 páginas.
- Conoscere per educare, La Scuola, 1966, 160 páginas.
- Le strutture umane della vita spirituale, Morcelliana, 1971, 430 páginas.
- Valutare per educare: guida al libretto scolastico, La Scuola, 1972, 238 páginas.
- La libertá personale: psicologia della condotta umana, Vita e Pensiero, 1973, 412 páginas. ISBN 8834306023
- Indagine sul rapporto affettivo insegnante-alunno, Antonianum, 1973, 15 páginas.
- La terapia non-direttiva nell'educazione, Armando, 1975, 223 páginas.
- Il consigliere pedagogico: la relazione d'aiuto nell'educazione, Antonianum, 1979, 327 páginas.
- Psicopedagogia della normalizzazione, Antonianum, 1981, 302 páginas.
- La personalità in prospettiva sociale, [con Ferdinando Montuschi], La Scuola, 1982, 248 páginas. ISBN 8835071496
- La personalità in prospettiva morale, [con Rina Gioberti], La Scuola, 1982, 256 páginas. ISBN 8835072093
- Introduzione alla didattica differenziale, La Scuola, 1983, 232 páginas. ISBN 883507343X
- Elementi di psicopatologia educativa, San Paolo Edizioni, 1985, 92 páginas. ISBN 8821509605
- Educarsi alla responsabilità, San Paolo Edizioni, 1986, 108 páginas. ISBN 8821510972
- Introduzione alla pedagogia speciale, La Scuola, 1986, 304 páginas.
- La dottrina mariologica di Giovanni Duns Scoto, [con Eliodoro Mariani], Antonianum, 1987, 255 páginas. ISBN 8872570050
- Psicologia della speranza. Per sentirsi realizzati, Paoline Editoriale Libri, 1991, 224 páginas. ISBN 8831506080
- La personalità di Francesco d'Assisi. Studio psicologico, EMP, 1991, 192 páginas. ISBN 8825000588
- Giovanni Duns Scoto, Porziuncola, 1993, 228 páginas. ISBN 8827002065
- La personalità di s. Chiara, Porziuncola, 1993, 272 páginas. ISBN 8827002073
- L' uomo e il suo destino nel pensiero francescano, Porziuncola, 1994, 464 páginas. ISBN 8827002650
- Pedagogia francescana. Sviluppi e prospettive, Porziuncola, 1995, 430 páginas. ISBN 8827002847
- Antonio di Padova educatore pastorale, Porziuncola, 1995, 324 páginas. ISBN 8827002901
- Martiri della Cina nel 50º della beatificazione, Porziuncola, 1996, 264 páginas. ISBN 8827003312
- Educarsi alla responsabilità, Porziuncola, 1996, 232 páginas. ISBN 8827003053
- Provincia di «Cristo re». Frati minori dell'Emilia Romagna nel 50º anno di vita, Porziuncola, 1996, 368 páginas. ISBN 8827003150